# Meindert Hobbema
Meindert Hobbema [hobemá] (31. října 1638, Amsterdam – 7. prosince 1709, Amsterdam) byl vedle Jacoba van Ruisdael nejvýznamnější nizozemský krajinář druhé poloviny 17. století.

## Život
Meindert Hobbema se ve věku třiceti let 2. listopadu 1668 v Oude Kerk (Starý kostel) v Amsterdamu oženil s kuchařkou amsterodamského starosty, Eeltje Vinck van Gorcum. Svědky byli bratr nevěsty, Cornelius Vinck a malíř Jacob van Ruisdael. Z toho byl je zřejmé, že tito dva malíři byli v přátelském styku a také je tímto faktem odůvodněna hypotéza, podle níž byl Hobbema Ruisdaelovým žákem. Z manželství se mezi lety 1668 a 1673 narodily čtyři děti. Díky vlivu malířovy choti u amsterodamského starosty se Hobbema stal amserodamským cejchmistrem vína a toto povolání vykonával dalších čtyřicet let. Malířství pro něj v této době bylo pouze druhým zaměstnáním, což bylo ovšem v holandském malířství 17. století zcela obvyklé. Manželé bydleli v Rozengrachtu poblíž Rembrandta, který zde trávil nuzné poslední roky života. Také Hobbema finanční situace byla obtížná. Svou ženu, zesnulou roku 1704, přežil o pět let. Pochován byl 14. prosince 1709 na hřbitově pro chudé u Westerkerku (Západního kostela) v Amsterdamu.

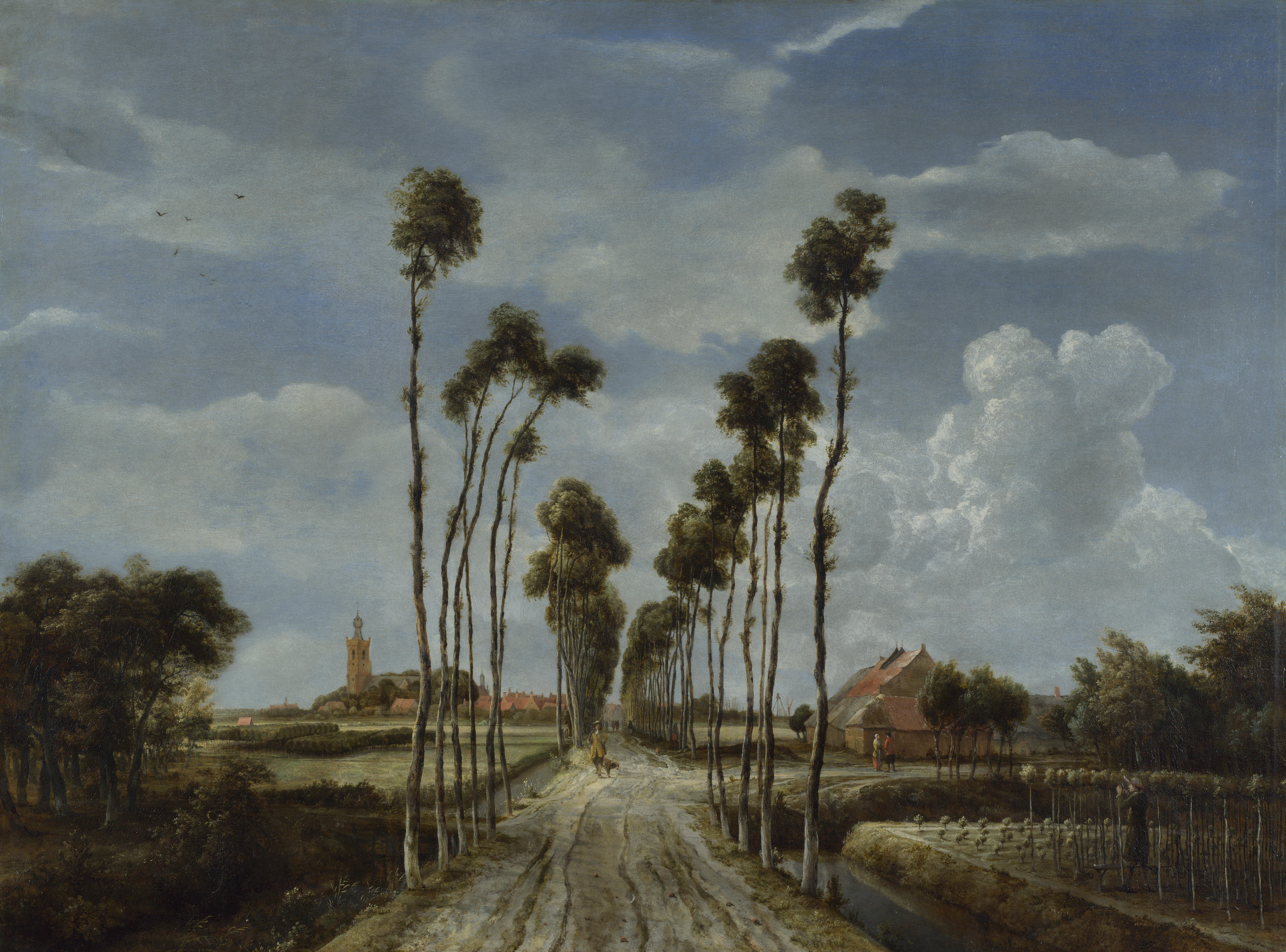
Alej u Middelharnisu, 1689

## Malířské dílo

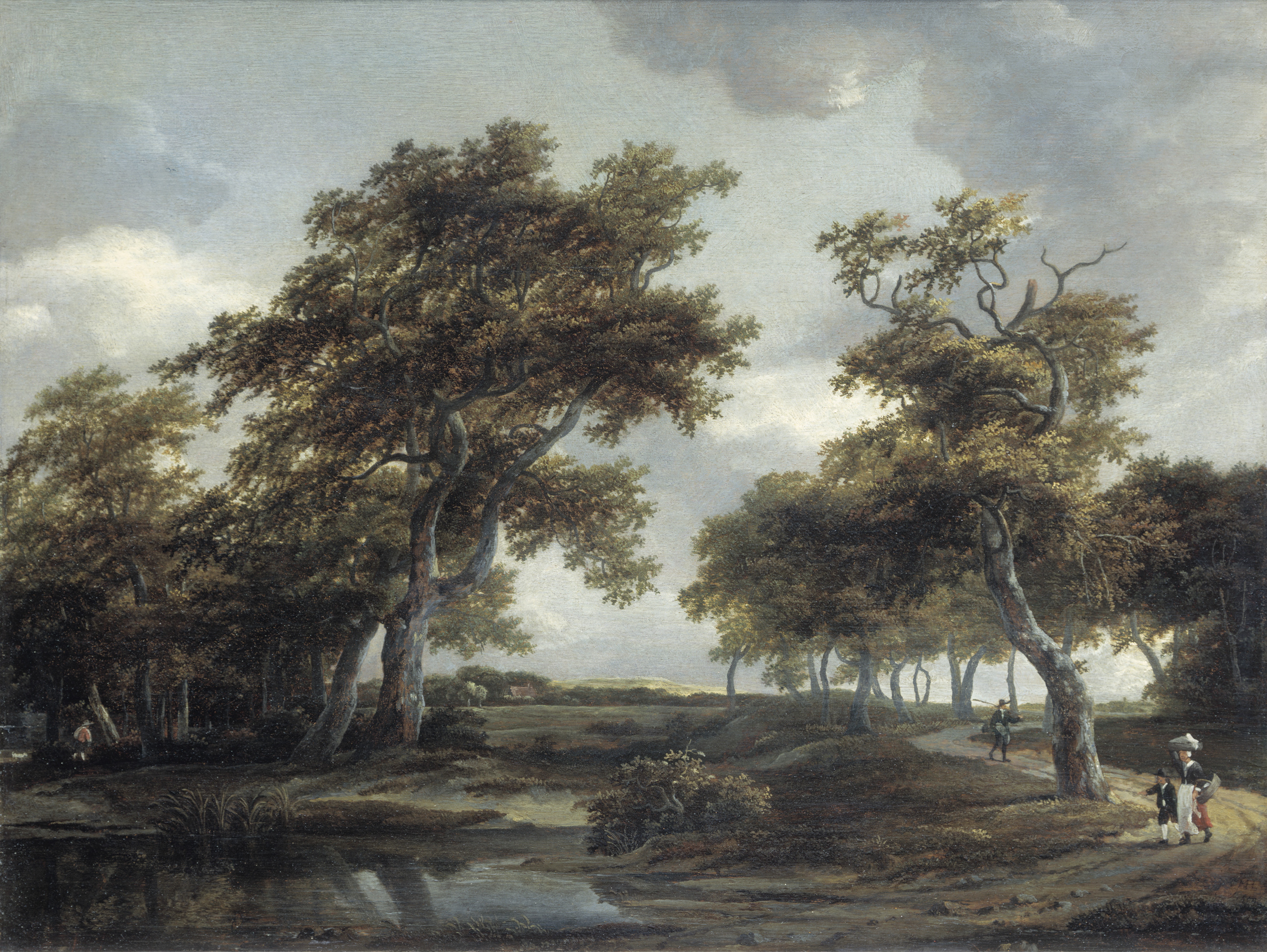
Kopcovitá krajina s cestovateli a rybníkem

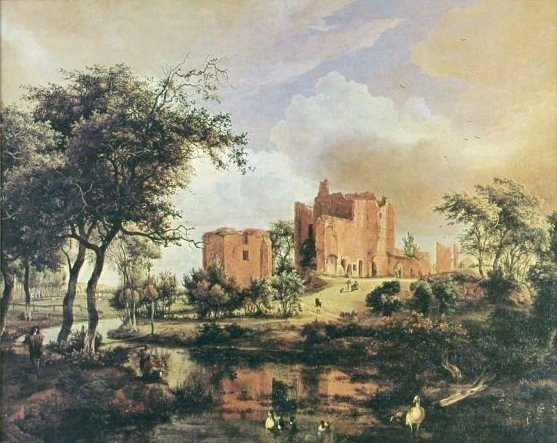
zřícenina hradu Brederode

### Umělecký vývoj
První školení získal Hobbema u Cornelise Vroomema a Anthonia van Borssom. V roce 1656 odešel z Amsterodamu přímo do Haarlemu, kde se učil u Jacoba van Ruisdael. Zdá se, že Hobbemovo učednické období u Ruisdaela nebylo příliš dlouhé. První signované práce jsou totiž už z roku 1657, což dokládá, že se v té době prosazoval už jako samostatný tvůrce. Hobbema zůstal i po ukončení učednického vztahu v kontaktu s Ruisdaelem. Společně cestovali holandskými provinciemi od Twente kolem hranic až k Bentheimu. Dohady o tom, že se Hobbema po svém jmenování cejchmistrem věnoval malování jenom jako koníčku jsou, vzhledem k velkému množství dochovaných prací z této doby, nepravděpodobné. K tomuto závěru vede i jeho nejlepší dílo, Alej u Middleharnisu, pocházející z roku 1689.

### Charakteristika Hobbemovy malby
Dílo, silně ovlivněné Jacobem van Ruisdael, je tematicky omezeno na zobrazení lesních scén, vodních toků a ojediněle také na veduty holandských měst. Zatímco Ruisdael maloval také skalní útvary a od čistého krajinářství se posunul k moralisticky-didaktickému tématu memento mori, zůstal Hobbema méně dramatický a zahloubaný. Často v jeho obrazech převládá jasné světlo, přičemž jiskřivé denní světlo jeho krajin prosvětluje a září intenzivní bělí a modří nebe. Barevnost krajiny přechází od olivově zelené k šedé a červenožluté. V množství variant a s mistrovským provedením je zachyceno listoví stromů. S podivuhodnou jemností podává malíř světlo prosvětlující mraky a ozařující půdu, nebo clonou listoví pronikající světlo osvětlující další části olistěných korun stromů a zvyšující tak světelnou prostupnost scény. V několika obrazech je tento efekt ještě zesílen světelným zrcadlením na vodní hladině řeky nebo rybníka. Přesné zachycení krajiny je výsledkem intenzivního pozorování přírody v okolí Amsterdamu a na cestách až k vestfálské hranici. Opakující se motivy byly variovány bohatstvím faset při různém osvětlení, s různou barevností a ve všech ročních obdobích.

### Připsaná díla
Seznam Hobbemových děl od Georga Brouihieta z roku 1938 obsahuje přes 500 položek. Toto množství se dnes jeví značně diskutabilní. Hobbema byl za svého života málo úspěšným a zemřel jako velmi chudý člověk. V sedmnáctém století upadlo jeho jméno v Holandsku v zapomnění a v uměleckých příručkách 18. století (Houbraken, van Gool) není vůbec uveden. Místo toho, aby zažil zájem podobný obrovskému zájmu o Ruisdaelova díla, byla Hobbemova signatura zapomenuta a jeho obrazy rovněž.

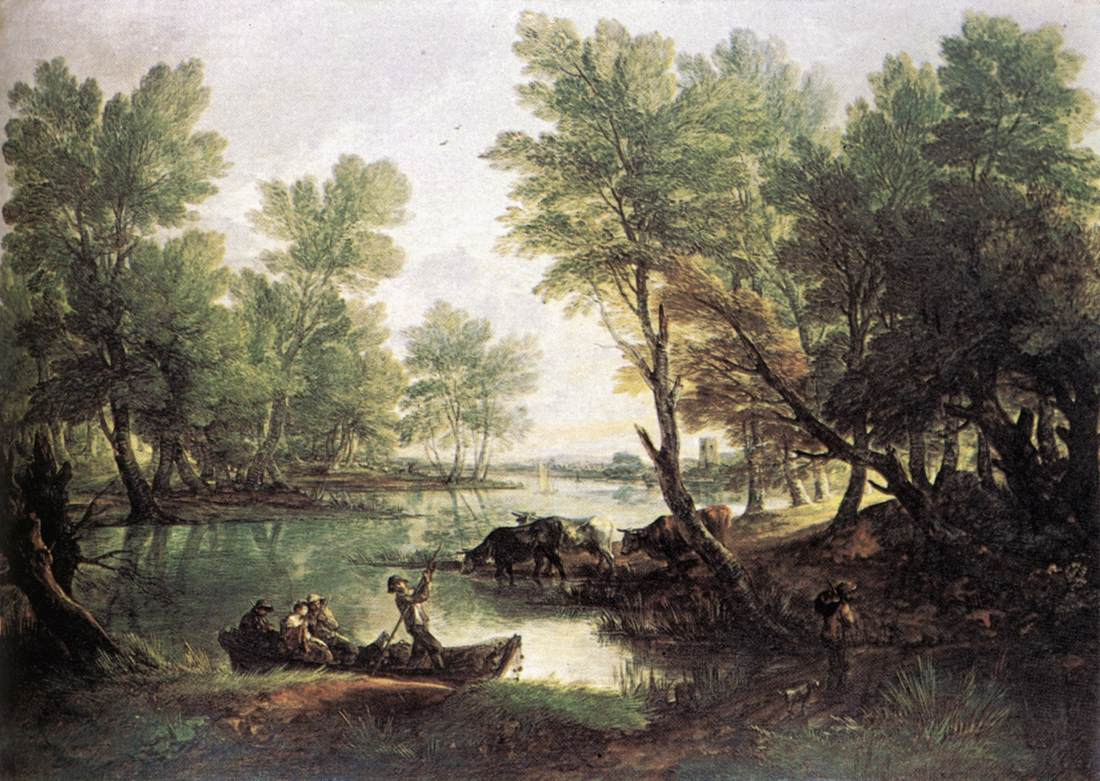
Thomas Gainsborough – Říční krajina, 1768–70

### Vliv Hobbemova díla
Stoupající poptávka po Hobbemových dílech v Anglii v druhé polovině 18. století však dokládá, že zde došlo k rozpoznání jejich mimořádné kvality. Hobbemovo dílo dokonce ovlivnilo řadu anglických krajinářů. Například rané dílo Thomase Gainsborougha je Hobbemovými obrazy výrazně ovlivněno. Na konci 19. století vzrostl také zájem amerických sběratelů , což dokládá zvýšená poptávka na uměleckém trhu i vzrůstající cena jednotlivých obrazů. Docházelo proto často k předatovávání obrazů, k falšování signatur i celých obrazů. V této souvislosti byla několikrát zkoumána i pravost obrazů Říční tok v lesnaté krajině (datovaný 1650, dříve v Bredelově sbírce) a Pastýři pod stromy (datovaný 1652, Fordova sbírka). Hobbema by je musel malovat ve věku 12 a 14 let. Pravděpodobně je zfalšována datace nebo jde o práci jiného umělce.

## Galerie

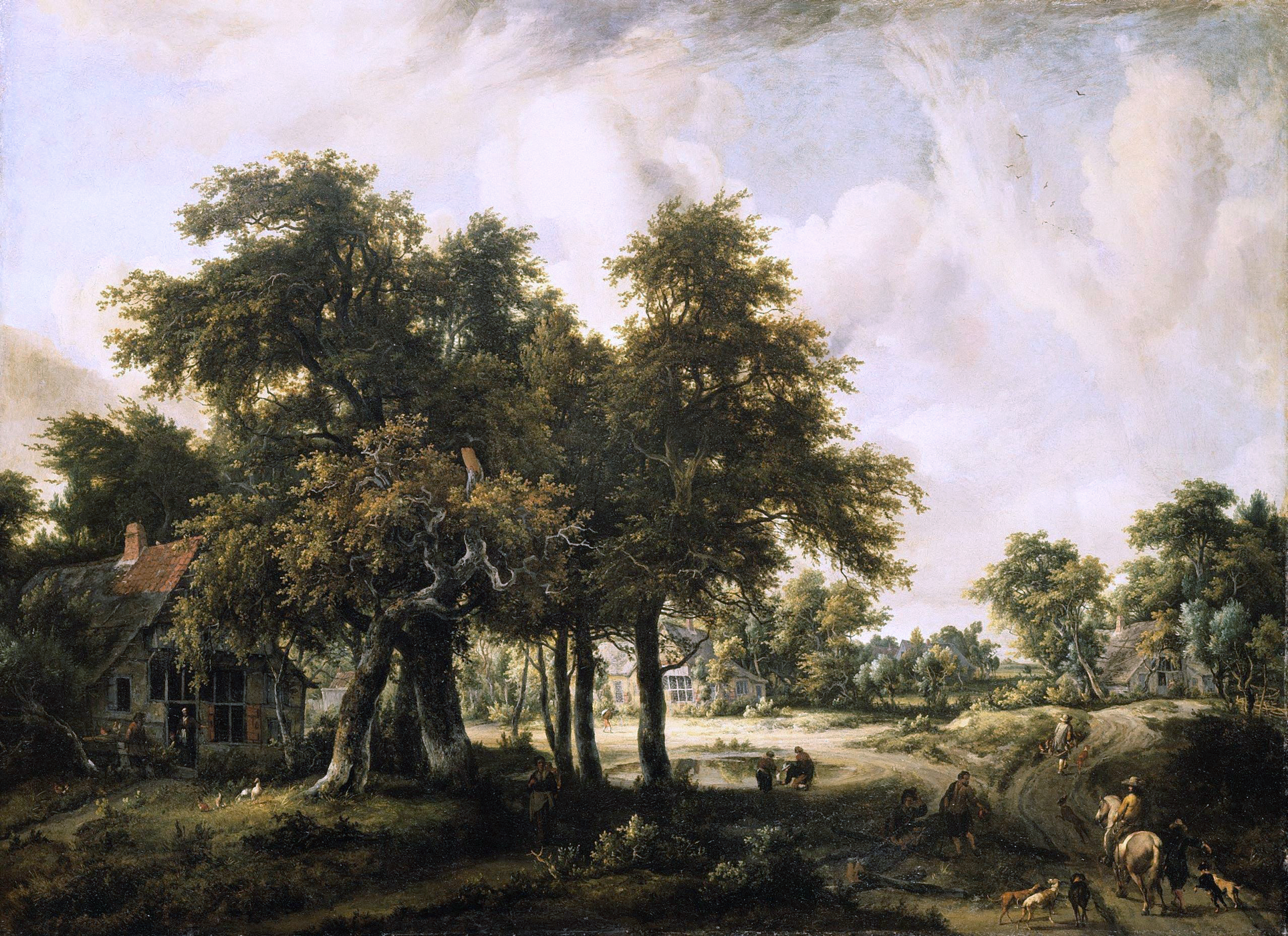
Lesnatá krajina se statkem (asi 1665)
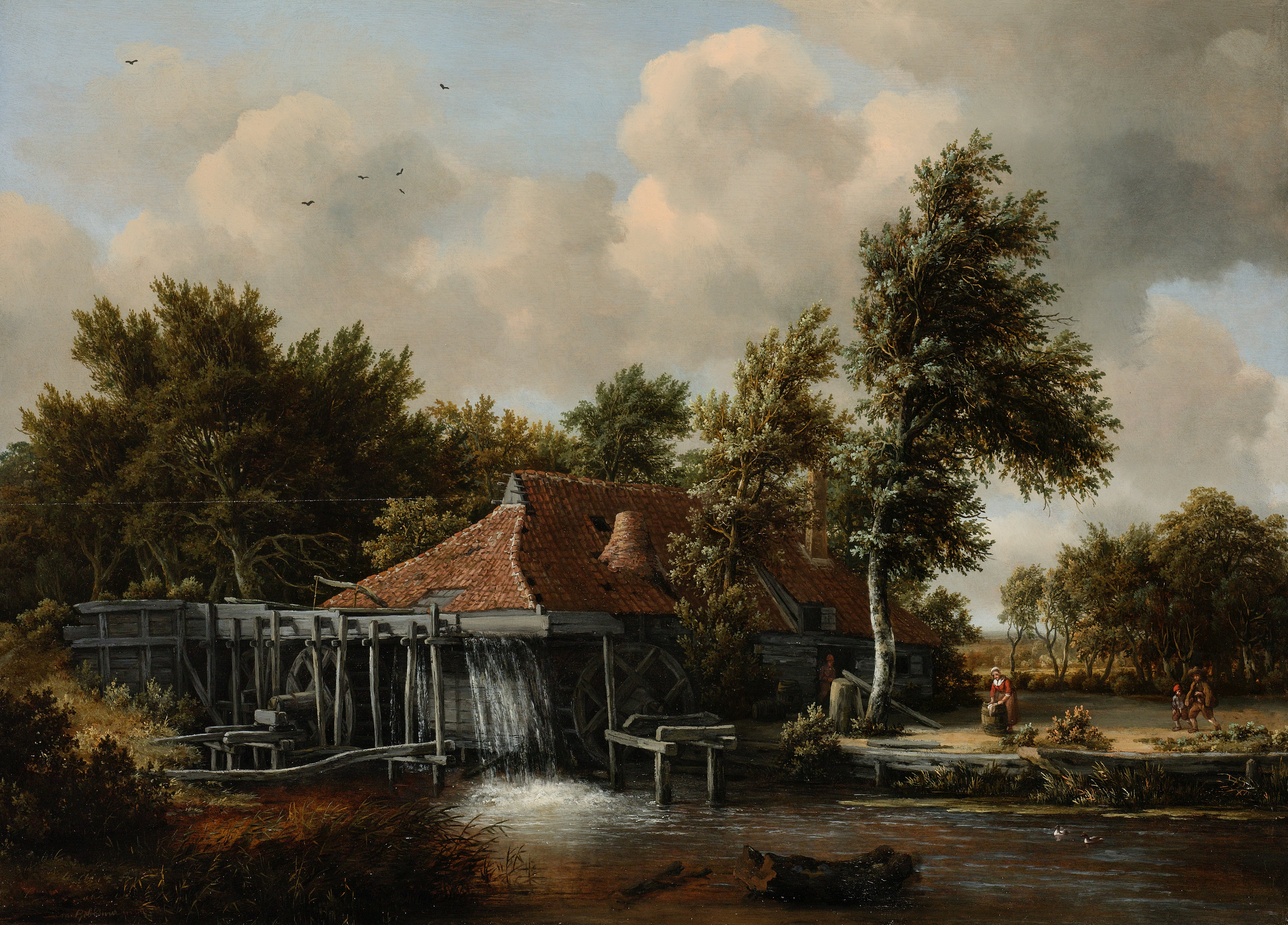
Vodní mlýn
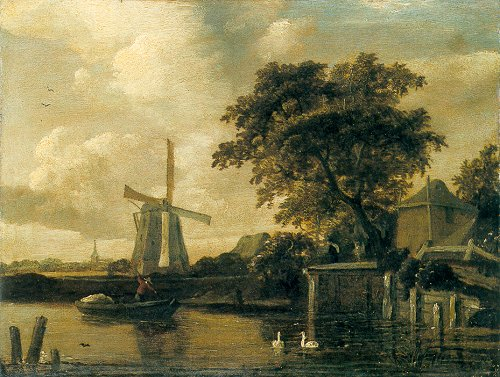
Větrný mlýn na řece (asi 1659/1660)
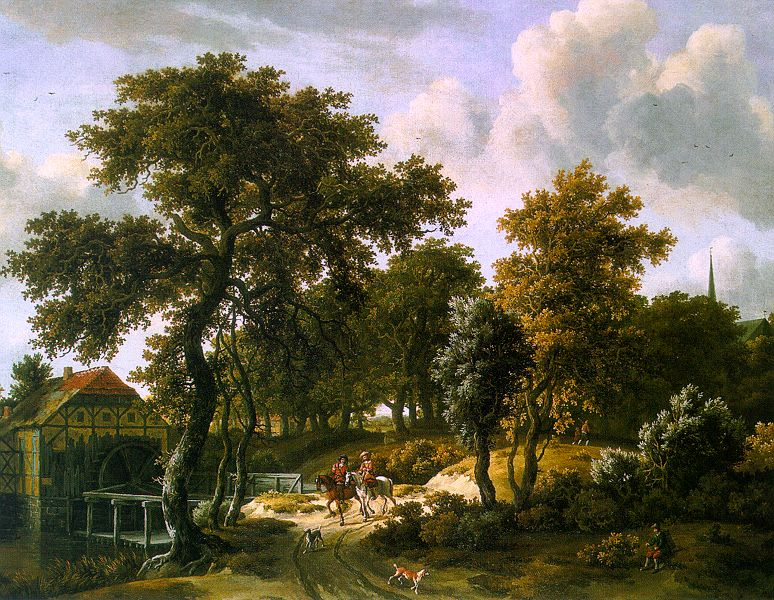
Cestovatelé (1662)
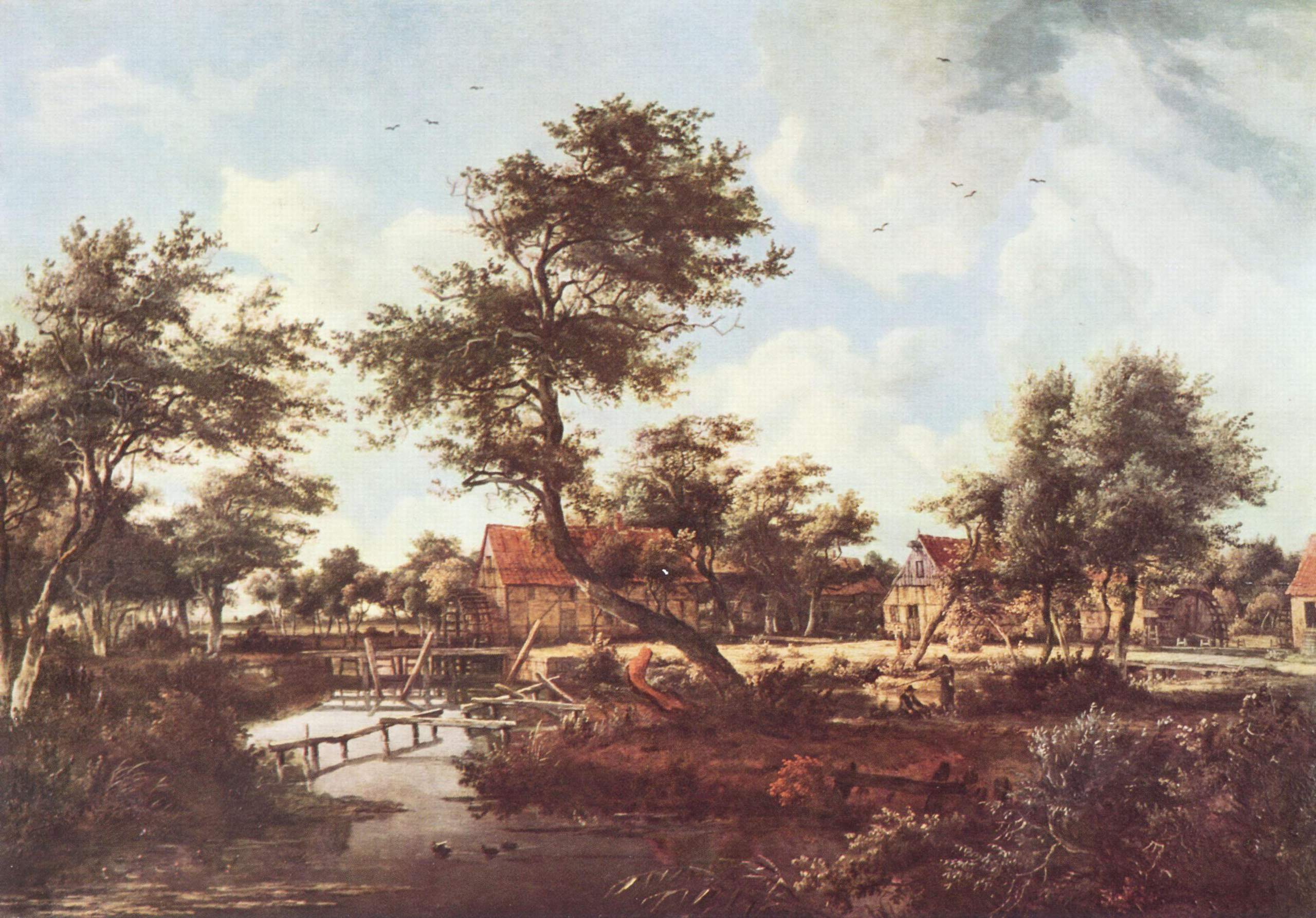
Vesnice s vodním mlýnem (1668)
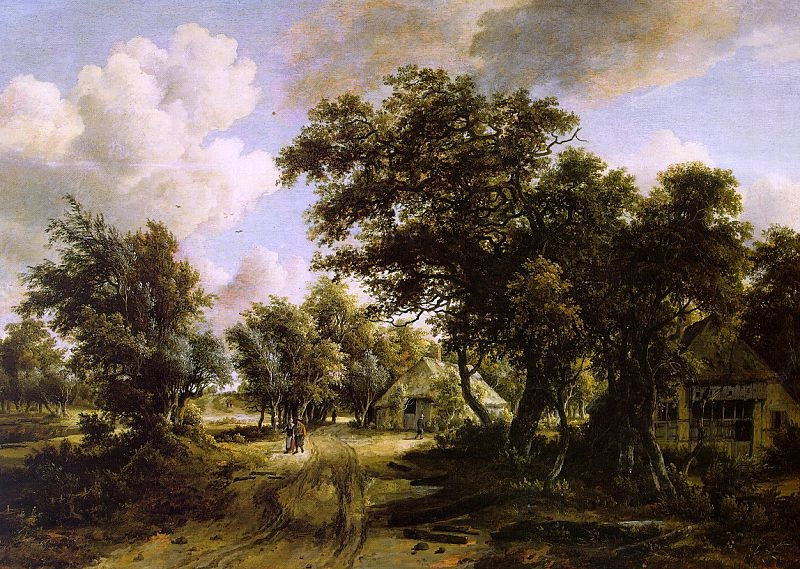
Chaty s lesní cestou
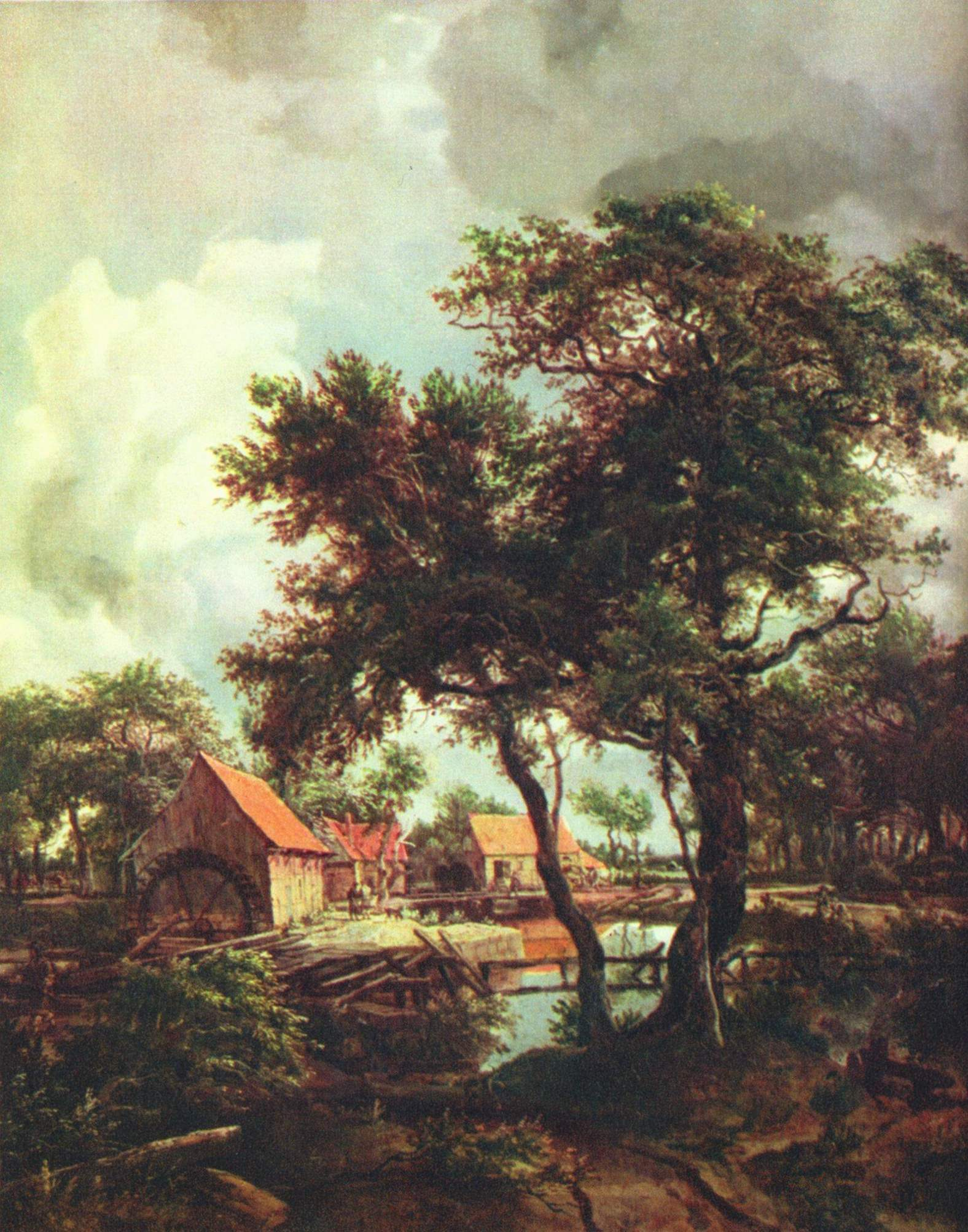
Mlýn (1692)
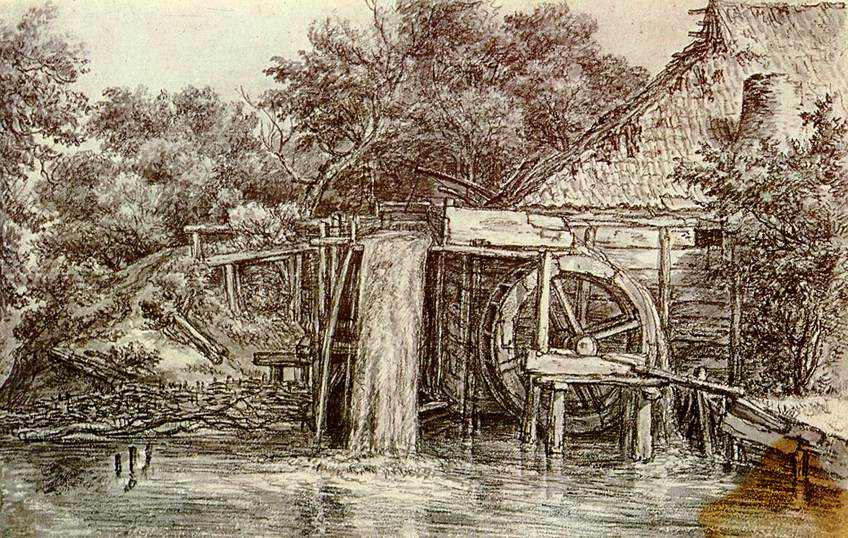
Vodní mlýn, kresba